# Friedrich Fleischer (Maler)

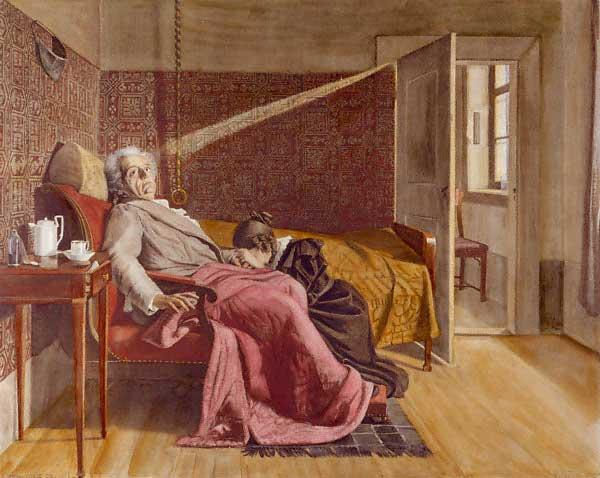
„Mehr Licht“ um 1900 von Friedrich Fleischer

Friedrich (Fritz) Martin Fleischer (geb. 9. März 1861 in Breslau; gest. 1. Januar 1938 in Weimar) war Porträt- und Genremaler in Weimar.

## Leben
Auch Friedrich Fleischers Bruder Philipp Fleischer war Maler, allerdings nicht in Weimar. Er studierte u. a. an der Kunstakademie Dresden. 
Fleischer gehörte zur Weimarer Mal- und Zeichenschule und war Professor an dieser. Er erwarb 1900 das Haus Belvederer Allee 6. Verheiratet war er mit Jenny Alt, die eine bekannte Opernsängerin war. Für diese und weitere Familienmitglieder liegen wiederum vor dem Haus Belvederer Allee 6 drei Stolpersteine. Er war wie sie jüdischer Abstammung.
Fleischer thematisiert in einem Gemälde Goethes letzte Worte „Mehr Licht“, die dieser auf dem Gemälde im Beisein von Ottilie von Goethe an Goethes Sterbelager darstellte. Dieses Werk entstand um 1900. Dieses ist zugleich sein berühmtestes Bild. Fleischer war Leiter der Farbentechnischen Abteilung von 1917 bis 1919 an der Fürstlichen freien Zeichenschule Weimar. Er war befreundet mit dem Maler Max Thedy. Fleischer war von 1884 bis 1887 auch Schüler bei Thedy gewesen. Seit 1888 stellte er selbst aus. Fleischer entwickelte in Kenntnis von Rezepturen, die dem holländischen Maler Jan van Eyck zugeschrieben wurden, eine neue Hart-Ölfarbe, die von der Fa. Pelikan (1838) produziert und 1912 auf dem Markt gebracht wurde. Fleischer schrieb über die Technik der Ölmalerei auch ein Buch. Einer seiner Schüler war Christian Hallbauer.
Im Verlagsverzeichnis von Eduard Trewendt in Breslau sind einige Werke Fleischers aufgeführt. Fleischers Werke wurde also auch in Printmedien vervielfältigt.

## Werke (Auswahl)
- Mehr Licht (1900)
- Not
- Altdeutscher Studienkopf
- Grand mit Vieren